# Physocleora subochrea
Physocleora subochrea là một loài bướm đêm trong họ Geometridae.